# Favia rotundata
Favia rotundata е вид корал от семейство Faviidae. Възникнал е преди около 2,59 млн. години по времето на периода неоген. Видът е почти застрашен от изчезване.

## Разпространение и местообитание
Разпространен е в Австралия, Вануату, Виетнам, Египет, Еритрея, Йемен, Израел, Индия, Индонезия, Йордания, Камбоджа, Кирибати, Малайзия, Малдиви, Маршалови острови, Мианмар, Микронезия, Науру, Нова Каледония, Палау, Папуа Нова Гвинея, Провинции в КНР, Саудитска Арабия, Сингапур, Соломонови острови, Судан, Тайван, Тайланд, Тувалу, Уолис и Футуна, Фиджи, Филипини, Шри Ланка и Япония.
Обитава скалистите дъна на океани, морета, заливи, лагуни и рифове в райони с тропически климат.

## Описание
Популацията на вида е намаляваща.